# Аль-Ахнаф
Абу Бахр Аль-Ахнаф ибн Кайс (араб. الأحنف بن قيس‎) — сподвижник исламского пророка Мухаммеда, мусульманский полководец. Он происходил из арабского племени Бану Тамим и родился в семье знатных родителей. Первоначально его отец назвал его ад-Даххак, но люди называли его аль-Ахнаф, что на классическом арабском языке означало «косолапый». Однако, арабский историк Аль-Балазури отметил, что его также звали Абдаллах ибн Хазим.

## Ранний период жизни
В ранние годы ислама Мухаммед отправил миссионера в племя Бану Тамим. Члены племени сообщили миссионеру, что никакое решение не может быть принято, пока Аль-Ахнаф не выскажет им свое мнение. Аль-Ахнаф выслушал и задал вопросы миссионеру, которому удалось убедить его и все его племя принять ислам.
Аль-Ахнаф никогда не встречался с Мухаммедом при жизни. После смерти Мухаммеда в 632 году ряд племен восстали по разным причинам, однако аль-Ахнаф и его люди остались мусульманами. Когда он услышал о пророчестве Мусайлимы, аль-Ахнаф отправился со своим дядей, чтобы встретиться с ним. Выслушав Мусайлиму, он вернулся к своему племени и отговорил их верить в пророчество Мусайлимы.

## Во время халифата Умара
Когда в 634 году халифом стал Умар ибн аль-Хаттаб, мусульманские завоевания за пределами Аравийского полуострова усилились, и Аль-Ахнаф призвал свой народ принять участие. Когда персы в Ираке окружили мусульманское подразделение во главе с аль-Алаа ибн аль-Хадрами, Умар приказал Утбе ибн Газвану пойти им на помощь. Утба послал отряд в 12 000 человек, большинство из которых были из племени Бану Тамим, и среди них был аль-Ахнаф, сыгравший важную роль в прорыве осады.
В 639 году аль-Ахнаф вернулся в Медину , принеся известие о завоевании Шуштера и информируя Умара о делах в Персии. Выслушав его, Умар сказал:
Может быть, персы так часто нарушают договоры потому, что мусульмане плохо с ними обращаются?
Аль-Ахнаф ответил:
Вы запретили нам продолжать завоевание, и персидский император теперь в безопасности среди своего народа. Они будут продолжать воевать с нами, пока он приказывает им это делать... если только вы не позволите нам продолжать завоевание.
Умар дал ему разрешение преследовать сасанидского царя Йездегерда III и поставил аль-Ахнафа во главе мусульманской армии, чтобы завершить завоевание Хорасана на последних этапах его аннексии.
Аль-Ахнаф следовал за Йездегердом III, пока тот не забаррикадировался в городе Марвир-Рауд. Йездегерд III безуспешно обращался за помощью к соседним тюркским и китайским правителям. Послав подкрепление из Куфы, Аль-Ахнаф наконец захватил Марвир-Рауд, завершив завоевание Хорасана.
Города за пределами Хорасана подписали мирные соглашения с аль-Ахнафом. Затем он отправил письмо Умару, сообщая ему о завоевании, но добавил, что Йездегерд III сбежал и бежал в Балх. Умар запретил ему продолжать углубляться в Персию, но приказал ему укрепить ислам на завоеванных землях. Аль-Ахнаф подчинился приказу, но следил за действиями Йездегерда III. Когда он позже узнал, что турки присоединились к персам и оба приближаются, он собрал свою армию и разбил лагерь за пределами города. С армией, которая была лишь частью армии противника, ему удалось победить персов в битве при Амударье, убив их лидера, в то время как турки отступили на свою землю. Затем Йездегерд III бежал на восток из одного района в другой, пока, наконец, в 651 году он не был убит местным мельником в Мерве, Туркменистан.

## Во время и после Фитны
Аль-Ахнаф вернулся в Басру после походов в Персию и оставался служить Исламу до времен халифа Али ибн Абу Талиба, когда мусульмане разделились на две враждующие стороны. Аль-Ахнаф изолировал себя от этого испытания и послал Али сообщение, в котором говорилось: «Я удержу десять тысяч мечей от сражения с тобой».
Когда в 661 году Муавия стал халифом, аль-Ахнаф посетил его и настоятельно предостерег его от борьбы с мусульманами или участия в какой-либо фитне (хаосе, смуте). Когда он ушёл, сестра халифа сердито сказала: «Кто был тот человек, который предупреждал и угрожал тебе?» Он ответил: «Он тот, кто, если он рассердится, сто тысяч человек из Бану Тамим рассердятся за него, не зная причины его гнева».
Во время Второй Фитны он участвовал в битвах при Мадхаре и Харуре, возглавляя племена Бану Тамим.
Аль-Ахнаф провел остаток своей жизни в Куфе, где он умер в возрасте 70 лет.